# لويزا سوين
لويزا آن سوين (غاردنر قبل الزواج؛ 1801 - 25 يناير 1880) هي أول امرأة في الولايات المتحدة تمارس الانتخاب في انتخابات عامة. صوتت بتاريخ 6 سبتمبر 1870 في لارامي، وايومنغ.

## سيرتها الذاتية
ولدت لويزا آن غاردنر لأب فُقِد في البحر عندما كانت في سن 7 سنوات. عادت والدتها إلى مسقط رأسها في تشارلستون، كارولاينا الجنوبية ولكنها توفيت بعد ذلك بفترة وجيزة. بعد أن أصبحت لويزا يتيمة في سن 10 سنوات، وُضعت تحت رعاية دار الأيتام في تشارلستون. في عام 1814، وُضعت هي وفتاة أخرى مع عائلة للعمل في الخدمة المنزلية لمدة أربع سنوات، بعد ذلك نُقلت لويزا إلى عائلة أخرى طلبتها. بقيت معهم حتى عام 1820، ثم انتقلت إلى بالتيمور حيث تزوجت بستيفن سوين بعام من ذلك. كان ستيفن يدير مصنعًا للكراسي. أنجبا أربعة أطفال، وفي الثلاثينيات من القرن التاسع عشر، باع ستيفن مشروعه التجاري وانتقلت العائلة إلى زينزفيل، أوهايو أولًا، ثم إلى ريتشموند، إنديانا. في عام 1869، انتقلت العائلة إلى لارامي، وايومنغ، للانضمام إلى ابنهم ألفريد.

### الاقتراع
تختلف القصص المذكورة حول ما فعلته لويزا آن سوين في 6 سبتمبر 1870، قبل أن تمارس حق التصويت في الانتخابات العامة ذلك العام. يرد في إحدى القصص المشهورة أنها استيقظت في وقت مبكر وارتدت ثيابها ووشاحها وقبعتها، ثم توجهت إلى وسط المدينة مع دلو معدني لشراء الخميرة من تاجر. في عام 1919، أفادت صحيفة «ذا ميتيتس نيوز» بأن لويزا سوين كانت ذاهبة لشراء مشتريات البقالة. يرد في قصة أخرى أن لويزا سوين تمكنت من التصويت أولًا بين مجموعة من النساء اللواتي كن في مكان الاقتراع لأنها كانت الأكبر سنًا. ما هو مؤكد أنها صوتت في مكان الاقتراع ذلك اليوم. في العام السابق، أقرت الجمعية التشريعية لإقليم وايومنغ حق التصويت للنساء في دستورها.
وصفتها صحيفة في لارامي بأنها «زوجة بيضاء هادئة ذات شعر أبيض، تشبه الكويكرز في مظهرها». شهد القاضي إم. سي. براون، أول عمدة في لارامي، تصويت لويزا سوين شخصيًا. يقول المؤرخون أن لويزا سوين صوتت قبل أن نصف ساعة فقط من تصويت أوغوستا هاو، زوجة مارشال الولايات المتحدة تشرش هاو. صوتت 92 امرأة أخرى في وايومنغ في ذلك اليوم.
كانت لويزا سوين في سن 69 عامًا عندما صوتت وهي أول امرأة تفعل ذلك في الولايات المتحدة في انتخابات عامة. بعد فترة قصيرة من الانتخابات، غادر ستيفن ولويزا سوين لارامي وعادا إلى ماريلاند للعيش بالقرب من إحدى بناتها. توفي ستيفن في 6 أكتوبر 1872 في ماريلاند، وتوفيت لويزا في 25 يناير 1880 في لوثرفيل، ماريلاند، ودُفنت في مقبرة الأصدقاء على طريق هارفورد في بالتيمور.

## إرثها
تأسست مؤسسة لويزا سوين في عام 2001 (باسم مؤسسة لارامي) والتي كُرست للحفاظ على تراث لويزا سوين وتاريخها والاحتفال بهما، ولتعزيز التعليم في مجالات الديمقراطية وحقوق الإنسان وحق التصويت. يدير «بيت وايومنغ التاريخي للمرأة» هذه المؤسسة (المعروف كذلك بمنزل تاريخ النساء في وايومنغ) في لارامي، وايومنغ، والذي كُرس للاحتفال بتاريخ ثلاثة عشر امرأة، بما في ذلك لويزا سوين. بُني تمثال تكريمي لها أمام المتحف في عام 2005.
في عام 2008، أقر الكونغرس يوم لويزا سوين في 6 سبتمبر من خلال القرار المشترك لمجلس النواب رقم 378.
في عام 2022، أطلق الكونغرس اسم مبنى لويزا سوين الفيدرالي على مبنى المكتب الفيدرالي الاتحادي في شيني، وايومنغ.